# Raja Basa (Bengkunat)
Raja Basa is een bestuurslaag in het regentschap Lampung Barat van de provincie Lampung, Indonesië. Raja Basa telt 887 inwoners (volkstelling 2010).